# Konstantín Fedin
Konstantín Aleksándrovich Fedin, en ruso original Константин Александрович Федин (Sarátov, 24 de febrero de 1892 - Moscú, 15 de julio de 1977), novelista ruso del realismo socialista.
Hijo de un comerciante, recibió una buena educación; estudió música en Sarátov y comercio en Kozlov (ahora Michúrinsk); desde 1901 a 1910, en la Academia Comercial de Sarátov y, entre 1911 y 1914, en Moscú, donde se graduó en el Instituto Comercial este último año. 
Al estallar la Guerra Europea, también conocida como I Guerra Mundial, estudio el alemán en Nurnberg, pero, capturado enseguida, pasó en Alemania prisionero casi toda la contienda hasta que fue liberado en 1918; volvió a Rusia, Petrogrado, fue llamado a filas de Ejército Rojo bolchevique durante la guerra civil y trabajó en Syzran en una revista literaria y más tarde en Moscú en el Comisariado de Educación del Pueblo. En 1920 conoció a Máximo Gorki, que lo introdujo en el círculo literario de escritores Serapiónovy Bratya o "Hermanos de Serapión", acaudillado por Yevgueni Zamiatin; este grupo reunía a Mijaíl Zóschenko, Lev Lunts, Víktor Shklovski, Nikolái Tíjonov, Nikolái Nikitin, Mijaíl Slonimski, Vsévolod Ivánov y Veniamín Kaverin. Sin embargo Fedín sufrió sobre todo el influjo de Gorki. De 1921 a 1924 Fedin sirvió como editor de la revista comunista Libros y Revolución. 
Miembro de la Academia de Ciencias, fue secretario y, en 1959, presidente de la Unión de Escritores Soviéticos, por lo que fue apoyado oficialmente y recibió interesados reconocimientos; también participó en la persecución ideológica de sus colegas Borís Pasternak, Andréi Siniavski y Aleksandr Solzhenitsyn.

## Obra literaria
De vocación literaria temprana, empezó a escribir a los dieciocho años y publicó por primera vez en 1913, en la revista Novy Satirikón de San Petersburgo un texto algo marcado por Gógol. 
Su obra más famosa es la novela sobre la Revolución rusa y I Guerra Mundial Ciudades y años (1924), que es una curiosa amalgama de la estética de la Edad de Plata de la literatura rusa y de ideas nuevas. Otra novela, Los hermanos (1927-1928) y Las primeras alegrías (1946), Un verano extraordinario (1948) y La hoguera (1961-1967) se inscriben en el realismo socialista e indagan las relaciones entre individuo y sociedad, aunque por su factura estilística, amenidad, gracia y el cuidado diseño de los personajes no se pueden considerar propias del adocenamiento de este estilo. 
Publicó además algunas colecciones de poemas y ensayos; entre estos últimos destacan Los escritores, el arte y el tiempo (1957-1961), y Gorki entre nosotros (1941-1968), abundantes en datos sobre la vida literaria soviética de la década de los veinte, siempre desde el conformismo con la doctrina oficialista. Otra de sus obras es Transvaal (1928), sobre los kuláks exterminados por Stalin. Sus obras han sido frecuentemente adaptadas al cine y la televisión y traducidas al inglés.

## Obras escogidas
Trilogía
- Las primeras alegrías (1946) (el Premio Estatal de la URSS)
- Un verano extraordinario (1948) (el Premio Estatal de la URSS)
- La hoguera (1961-1967)

Novelas 
- Ciudades y años (1924)
- Los hermanos (1927-1928)
- El rapto de Europa (1933 - 1935)
- Sanatorio Arcturus (1940)

Pieza de teatro
- La prueba de sentidos (1942)

Memorias
- Gorki entre nosotros (1941 - 1968)

## Adaptaciones cinematográficas
- Konstantín Fedin en imdb.com